# VIVA (organisatie)
Vegetarians International Voice Animals of VIVA is een Britse organisatie die vegetarisme promoot om de ecologische voetafdruk en het dierenleed te minderen.
De organisatie werd opgericht in 1994 door Juliet Gellatley.

## Erkentelijkheden
- Linda McCartney Award voor Dierenwelzijn in 1999
- Indian Vegetarian Society’s Mahaveer Award voor educatie en informatie
- Australian Wildlife Protection Award
- Vegetarian Society Award voor de realisaties van VIVA